# Carl Amery
Carl Amery (Pseudonym von Christian Anton Mayer; * 9. April 1922 in München; † 24. Mai 2005 ebenda) war ein deutscher Schriftsteller und Umweltaktivist.
Er war Mitglied der Gruppe 47, 1976/77 Vorsitzender im Verband deutscher Schriftsteller (VS) und von 1989 bis 1991 Präsident im PEN-Zentrum Deutschland. Von 1967 bis 1974 war Amery Mitglied der SPD, nachdem er zuvor der GVP angehört hatte. Später war Amery Gründungsmitglied der Partei Die Grünen beim Bundeskongress der Grünen in Karlsruhe am 13. Januar 1980 und Schirmherr der Wasserallianz München. Als Initiator und Mitbegründer war Amery von 1980 bis 1995 Präsident der E.-F.-Schumacher-Gesellschaft für Politische Ökologie (München).

## Leben und Werk

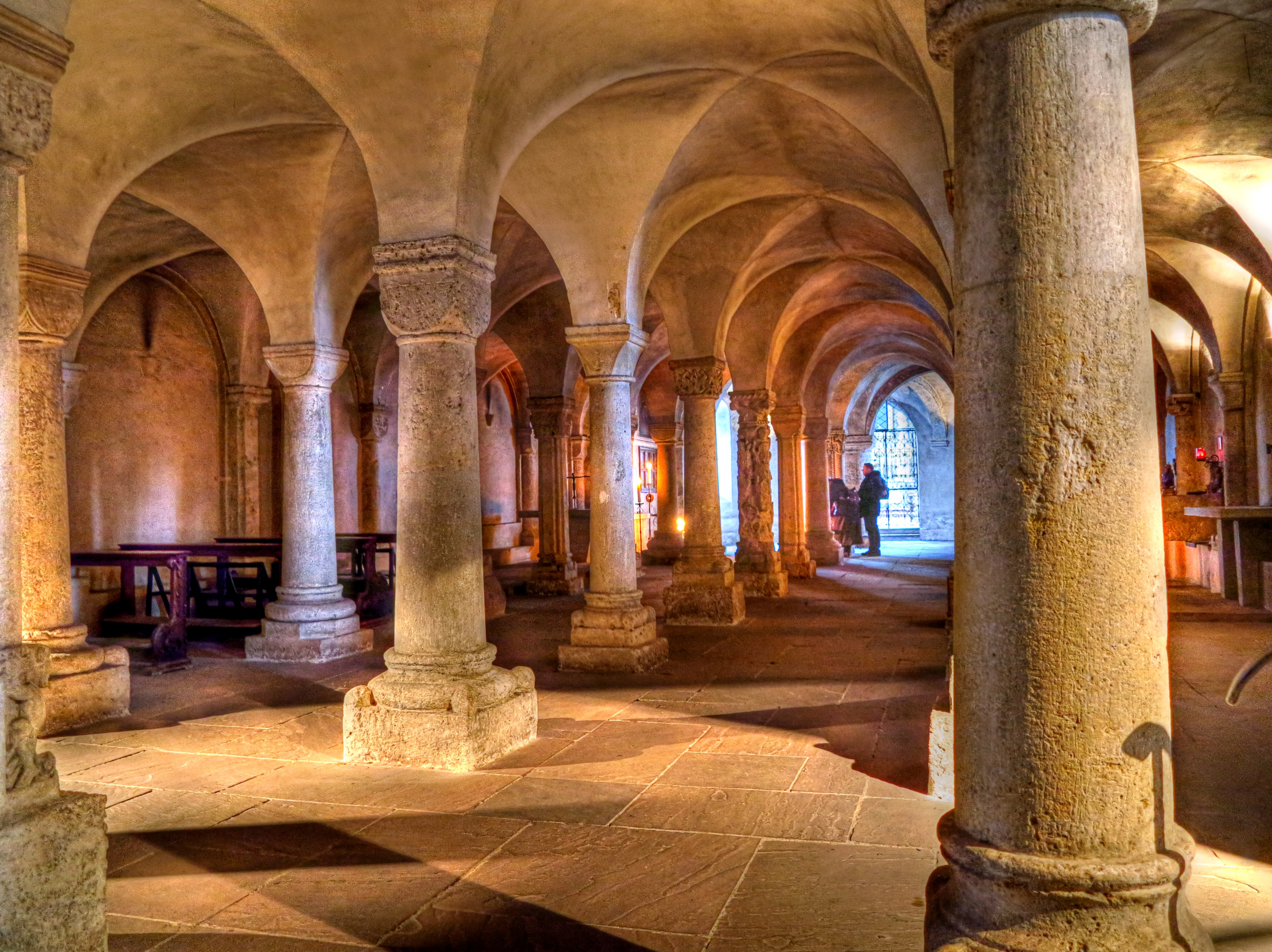
Die Krypta des Freisinger Doms

Seine Kindheit verbrachte Carl Amery, Sohn des Kunsthistorikers Anton Mayer-Pfannholz, vorwiegend in Passau und Freising als Schüler des Humanistischen Gymnasiums Passau bzw. des Dom-Gymnasiums – beide Städte sollten ihre Spuren in seinem Werk hinterlassen (z. B. Passau in Der Wettbewerb und Der Untergang der Stadt Passau und Freising in Das Geheimnis der Krypta). Anschließend war Amery Stipendiat des Maximilianeums und studierte Neuphilologie an der Ludwig-Maximilians-Universität München, später dasselbe Fach, dazu Literaturtheorie und -kritik, an der Catholic University of America in Washington, D.C.
Im Zweiten Weltkrieg geriet er 1943 in Tunesien in amerikanische Kriegsgefangenschaft und kehrte 1946 nach München zurück, wo er sein unterbrochenes Studium (Sprachen und Literaturwissenschaft) wieder aufnahm. Er begann zu schreiben, zunächst unter seinem leicht amerikanisierten Namen als Chris Mayer, dann wählte er sich als Pseudonym Carl Amery, wobei „Amery“ ein Anagramm von Mayer ist.
Im November 1953 wurde sein Sohn Benedikt geboren.
1954 erschien sein erster Roman Der Wettbewerb. Inzwischen Mitglied der Gruppe 47, begründete er 1958 durch den Roman Die große Deutsche Tour seinen Ruf als Satiriker. Dieser Ruf blieb lange haften.
Eine andere Seite seines Arbeitens zeigte er in der 1963 erschienenen kirchenkritischen Schrift Die Kapitulation oder Deutscher Katholizismus heute, gefolgt von Das Ende der Vorsehung. Die gnadenlosen Folgen des Christentums, in dem er dem Christentum Mitschuld an der globalen Umweltzerstörung zuwies. Dies prädestinierte Amery für die Rolle des Vordenkers der politischen Ökologie, die er mit weiteren Schriften wie insbesondere Die ökologische Chance ausfüllte und durch sein persönliches Engagement unterstrich – zunächst in der Anfangsphase bei der Partei Die Grünen, dann 1980 durch die Gründung der unabhängigen E.-F.-Schumacher-Gesellschaft, deren Vorsitzender er bis 1995 war.
Von 1967 bis 1971 war Amery Direktor der Münchner Stadtbibliothek, was für ihn eine Publikationspause bedeutete.
1974 schließlich wandte er sich einem dritten Genre zu, der Science-Fiction, was damals für einen der Hochliteratur zugerechneten Autor ein überraschender Schritt war. Beeinflusst war er dabei nicht zuletzt durch Gilbert Keith Chesterton, dessen Science-Fiction-Romane er später in überarbeiteten deutschen Fassungen herausgab. Vor allem drei Romane Amerys gehören in diesen Bereich, nämlich
- Das Königsprojekt (1974): Der Vatikan unternimmt es, mittels einer von Leonardo da Vinci konstruierten Zeitmaschine die Geschichte zu ändern. Ziel der Congregatio secreta ad purificandos fontes (CSAPF) ist es, durch eine Geschichtsmanipulation die Krone Englands für das Haus Wittelsbach zu erobern. Doch die beiden Monsignori Sbiffio-Trulli und Doensmaker müssen erleben, dass ihre Kalkulationen geschichtlicher Notwendigkeit fehlgehen.

- Der Untergang der Stadt Passau (1975): Im Vorwort nennt Amery den Roman eine „Fingerübung“, zu deren Ausarbeitung ihn der Roman A Canticle for Leibowitz (deutsch: Lobgesang auf Leibowitz) des amerikanischen SF-Autors Walter M. Miller inspiriert habe. Dementsprechend erscheint der Roman in der SF-Reihe des Heyne Verlags und wird zu Amerys größtem Bucherfolg. Zum Inhalt: Nach der durch eine Seuche ausgelösten globalen Katastrophe kristallisieren sich zwei Gruppen heraus – die eine Gruppe versucht einen Wiederaufbau der Zivilisation (inklusive Elektrizität, Bürokratie und Schickeria), die andere geht zurück zu den Wurzeln der Subsistenzwirtschaft und etabliert eine Kultur auf etwa dem Niveau der Bronzezeit. Der Roman erzählt die Geschichte des sich notwendig ergebenden kulturellen Konflikts.

- An den Feuern der Leyermark (1979): Auch hier geht es um geschichtliche Notwendigkeit, Zufall oder Schicksal – kurz: „Was wäre gewesen, wenn …?“. In diesem Fall: Was wäre gewesen, wenn 1866 ein bayerischer Beamter (versehentlich) eine mit Repetiergewehren ausgerüstete amerikanische Freischärlertruppe (der Sezessionskrieg in den USA war eben zu Ende) für den anstehenden Krieg gegen Preußen rekrutiert hätte? Nach der Niederlage der Preußen krempelt der anarchistisch-demokratische Freischärlerhaufen die europäische Mentalität um: Aus den Auseinandersetzungen entsteht die Centraleuropäische Eidgenossenschaft (eine alternative Europäische Union), die anarchistisch-syndikalistisch mit weitgehender Gemeindefreiheit aufgebaut ist und Frankreich und Deutschland ihrer angeblichen Erzfeindschaft entledigt.

Zwei weitere mit Fantasy-Elementen durchsetzte Romane Amerys thematisieren bayrische Spiritualität: In Die Wallfahrer (1986) bewegen sich die Protagonisten auf den alten Gnadenort Tuntenhausen zu; und im Geheimnis der Krypta (1990) bildet die Krypta im Freisinger Dom (und dort die sogenannte Bestiensäule) das Zentrum der sich über drei Generationen erstreckenden Handlung, wobei die aus den Feuern der Leyermark (aber auch aus dem Königsprojekt) her bekannte Fragestellung zu einer Wissenschaft der „Sphagistik“ (wortspielerische Anlehnung an Sphragistik) erhoben wird, wie die Geschichte aufgrund geringfügig veränderter Einzelbedingungen hätte ganz anders verlaufen können.
Ab 1985 erschienen Amerys gesammelte Werke in Einzelausgaben im Münchner Paul List-Verlag. 2001 erklärte Amery in einem Interview, dass er aus gesundheitlichen Gründen keine weiteren Romane verfassen werde.
Carl Amerys Gesundheitszustand verschlechterte sich in den letzten Lebensjahren aufgrund eines Lungenemphysems bis zu seinem Tod zunehmend. Er wurde am 30. Mai 2005 am Münchner Ostfriedhof im engsten Familienkreis beigesetzt. Die Rechte an seinen Publikationen lagen bis zu ihrem Tod 2019 bei seiner Witwe Marijane Mayer.
2007 erschien posthum der Aufsatzband Arbeit an der Zukunft, der das Fragment einer Streitschrift gegen die US-amerikanische Religiöse Rechte enthält, an der Amery bis kurz vor seinem Tod arbeitete.

## Auszeichnungen und Ehrungen
- 1973: Ludwig-Thoma-Medaille der Stadt München
- 1975: Ernst-Hoferichter-Preis
- 1979: Tukan-Preis
- 1979: Deutscher Preis für Denkmalschutz, Silberne Halbkugel
- 1984: Bayerischer Friedenspreis
- 1985: Kurd-Laßwitz-Preis für die Kurzgeschichte Nur einen Sommer gönnt ihr Gewaltigen
- 1987: Kurd-Laßwitz-Preis für den Roman Die Wallfahrer
- 1987: Bundesverdienstkreuz (I. Klasse)
- 1988: Naturschutzpreis des Bundes Naturschutz in Bayern
- 1988: Kurd-Laßwitz-Preis für das Hörspiel Das Penthouse-Protokoll
- 1989: Friedrich-Märker-Preis
- 1991: Phantastik-Preis der Stadt Wetzlar
- 1991: Kurd-Laßwitz-Preis für den Roman Das Geheimnis der Krypta
- 1991: Literaturpreis der Landeshauptstadt München
- 1996: Deutscher Fantasy-Preis
- 1997: Wilhelm-Hoegner-Preis

Im Jahr 2007 stiftete der Verband deutscher Schriftsteller in Bayern zu seinem Gedächtnis den Carl-Amery-Literaturpreis.

## Namensgeber für Platz
Nach Carl Amery wurde am 20. September 2018 (Beschluss des Stadtrats) in München im Stadtteil Obere Au (Stadtbezirk 5 - Au-Haidhausen) der Carl-Amery-Platz benannt Lageplan. Der Platz befindet sich in Bereich des Neubaugebiets des ehemaligen Geländes der Paulaner Brauerei am Kreuzungspunkt von Regerstraße und Welfenstraße.

## Werke

### Romane und Erzählungen
- Der Wettbewerb. Roman. Nymphenburger Verlagshandlung, München 1954, DNB 450066703
- Die Große Deutsche Tour. Heiterer Roman. Nymphenburger Verlagshandlung, München 1958; mit einem Nachwort 1986: List, München 1986, ISBN 3-7991-6305-0; Heyne, München 1989, ISBN 3-453-03641-7
- Das Königsprojekt. Roman. Piper, München/Zürich 1974, ISBN 3-492-02074-7; dtv, München 1978, ISBN 3-423-01370-2
  - Galopp mit der Raum-Zeit-Maschine, Rezension von Heinrich Böll. In: Die Zeit, 4. Oktober 1974
- Der Untergang der Stadt Passau. Science Fiction-Roman. Heyne, München 1975, ISBN 3-453-30332-6
  - Rezension von Ulrich Gutmair in  fluter – Magazin der Bundeszentrale für politische Bildung, 19. Juli 2006
- An den Feuern der Leyermark. Roman. Nymphenburger, München 1979, ISBN 3-485-00369-7; Heyne, München 1981, ISBN 3-453-30738-0
- Im Namen Allahs des Allbarmherzigen. In: Peter Wilfert (Hrsg.): Tor zu den Sternen. Goldmann, München 1981, ISBN 3-442-23400-X
- Nur einen Sommer gönnt Ihr Gewaltigen. In: Science-fiction-Jubiläums-Band. Das Lesebuch. Heyne, München 1985, ISBN 3-453-31112-4 (erhielt den Kurd-Laßwitz-Preis)
- Die starke Position oder Ganz normale MAMUS. Acht Satiren. List, München 1985, ISBN 3-7991-6247-X; Heyne, München 1990, ISBN 3-453-04196-8
- Die Wallfahrer. Roman. Süddeutscher Verlag, München 1986, ISBN 3-7991-6241-0; Heyne, München 1989, ISBN 3-453-03276-4
- Das Geheimnis der Krypta. Roman. List, München 1990, ISBN 3-471-77019-4; Heyne, München 1992, ISBN 3-453-05650-7

### Hörspiele
- Ich stehe zur Verfügung. ORF, 1966
  - Rezension von Jürgen Kolbe. In: Die Zeit, 6. Mai 1966
- Finale Rettung Michigan. WDR/BR, 1982
- Schirmspringer. Bayerischer Rundfunk, 1984
- Das Penthouse-Protokoll. WDR/BR/HR, 1987
- Der Untergang der Stadt Passau. BR, 2021

### Essays und Streitschriften
- 1963: Die Kapitulation oder Deutscher Katholizismus heute. Rowohlt, Reinbek 1963 (Platz 1 der Spiegel-Bestsellerliste vom 3. Juli bis zum 8. Oktober 1963)
- 1964: (Hrsg.): Die Provinz. Kritik einer Lebensform. Nymphenburger Verlagshandlung, München 1964
- 1967: Fragen an Welt und Kirche. 12 Essays. Rowohlt, Reinbek 1967
- 1972: Das Ende der Vorsehung. Die gnadenlosen Folgen des Christentums. Rowohlt, Reinbek 1972, ISBN 3-498-00008-X.[5]
- 1973: Nebenfiguren. In: Walter Jens (Hrsg.): Der barmherzige Samariter. Kreuz, Stuttgart 1973, ISBN 3-7831-0413-0, S. 19–28
- 1974: mit Jochen Kölsch (Hrsg.): Bayern, ein Rechts-Staat? Das politische Porträt eines deutschen Bundeslandes. Rowohlt, Reinbek 1974, ISBN 3-499-11820-3.
- 1976: Natur als Politik. Die ökologische Chance des Menschen. Rowohlt, Reinbek 1976, ISBN 3-498-00010-1.[6]
- 1978: mit Peter Cornelius Mayer-Tasch und Klaus Michael Meyer-Abich: Energiepolitik ohne Basis. Vom bürgerlichen Ungehorsam zur energiepolitischen Wende. Fischer-TB, 1978, ISBN 3-596-24007-7.
- 1980: Leb wohl, geliebtes Volk der Bayern. Bertelsmann, 1980, ISBN 3-570-02107-6. Goldmann-TB, 1982. Aktualisierte Ausgabe: List, München 1996, ISBN 3-471-77026-7.
- 1985: Die ökologische Chance. List, München 1985, ISBN 3-7991-6271-2. Das Ende der Vorsehung und Natur als Politik in einem Band, mit einem Nachwort des Autors. Taschenbuchausgabe mit Nachwort 1990: Heyne 1991, ISBN 3-453-04444-4.
- 1988: Voll tiefen Mitleids. Bayerische Reflexionen zur Kieler Affäre. In: Heinz Ludwig Arnold (Hrsg.): Vom Verlust der Scham und dem allmählichen Verschwinden der Demokratie. Steidl, Göttingen 1988, ISBN 3-88243-091-5, S. 211–216
- 1988: Das ökologische Problem als Kulturauftrag. BIS, Oldenburg 1988, ISBN 3-8142-1013-1.
- 1991: Bileams Esel. Konservative Aufsätze. List, München 1991, ISBN 3-471-77021-6.
- 1994: Die Botschaft des Jahrtausends. Von Leben, Tod und Würde. List, München 1994, ISBN 3-471-77022-4.
- 1995: Wenn aber das Salz schal geworden ist… Künden die Kirchen auf der Höhe der Zeit? In: Sind die Kirchen am Ende? Pustet, Regensburg 1995, ISBN 3-7917-1455-4.
- 1998: Hitler als Vorläufer. Auschwitz – der Beginn des 21. Jahrhunderts? Luchterhand, München 1998, ISBN 3-630-87998-5.[7]
- 2000: Du voll Unendlichkeit. In: Elisabeth Schweeger & Eberhard Witt (Hrsg.): Ach Deutschland! belleville, München 2000, ISBN 3-933510-67-8, S. 39–45
- 2001: mit Hermann Scheer: Klimawechsel. Von der fossilen zur solaren Kultur. Ein Gespräch mit Christiane Grefe. Kunstmann, München 2001, ISBN 3-88897-266-3.
- 2002: Global Exit. Die Kirchen und der Totale Markt. Luchterhand, München 2002, ISBN 3-630-88004-5, btb, München 2004, ISBN 3-442-73133-X.[8]
- 2005: (Hrsg.): Briefe an den Reichtum. Luchterhand, München 2005, ISBN 3-630-87186-0.[9]
- 2007: Arbeit an der Zukunft. Essays. Hrsg. von Joseph Kiermeier-Debre. Luchterhand, München 2007, ISBN 978-3-630-62123-4.

### Verschiedenes
- mit Kurt Kusenberg und Eugen Oker: Zucker und Zimt. ff. Gereimtheiten. Langewiesche-Brandt, Ebenhausen 1972, ISBN 3-7846-0066-2.
- Marsch, zurück auf die Bäume oder wie wir es besser machen können. Schaffstein, Dortmund 1979, ISBN 3-588-00021-6 (Jugend-Sachbuch).
- G. K. Chesterton oder der Kampf gegen die Kälte. Kerle, Freiburg/Heidelberg 1981, ISBN 3-600-30082-2.
- mit Marina Bohlmann: München. dtv, München 1982, ISBN 3-423-03708-3 (Reiseführer).
- mit Günter Altner, Robert Jungk und Jürgen Schneider: Lebenselemente. Feuer – Wasser – Luft – Erde. Herder, Freiburg/Basel/Wien 1985, ISBN 3-451-20178-X.
- mit Georg Kürzinger (Fotografien): Bayern. Bucher, München 1993, ISBN 3-7658-0811-3 (Text zu Bildband).
- Fleuves & turbulences (Strömungen & Wirbel). Zwischenernte eines reichgeschüttelten Reimlebens. Verlag Kuckuck & Straps (des Verlegers und Malers Fritz Gebhardt alias Eugen Oker), München 2000, ISBN 3-935276-00-1.

## Nachlass
Der schriftliche Nachlass von Carl Amery liegt im Literaturarchiv der Monacensia im Hildebrandhaus.

## Film
- Die Zeit, die wir noch haben, Carl Amery - ein bayerischer Querdenker, Ein Film von Vera Botterbusch, 45 Min. BR 1991

## Hörfunkbeiträge
- Ein anderer Bayer. Zum 100. Geburtstag von Carl Amery von Bernhard Setzwein[11]